# Assigny (Senna Marittima)
Assigny era un comune francese di 356 abitanti situato nel dipartimento della Senna Marittima, nella regione della Normandia. Dal 2016 è comune delegato di Petit Caux.

## Storia
Il 1º gennaio 2016, a seguito del decreto prefettizio del 26 novembre 2015, i comuni di Assigny, Auquemesnil, Belleville-sur-Mer, Berneval-le-Grand, Biville-sur-Mer, Bracquemont, Brunville, Derchigny, Glicourt, Gouchaupre, Greny, Guilmécourt, Intraville, Penly, Saint-Martin-en-Campagne, Saint-Quentin-au-Bosc, Tocqueville-sur-Eu e Tourville-la-Chapelle, si sono fusi per formare il nuovo comune di Petit Caux.

### Simboli
Lo stemma è stato dal Conseil Français d'Héraldique nel 2003.

## Società

### Evoluzione demografica
Abitanti censiti